# Peter-Frans Pauwels
Peter-Frans Pauwels (juni 1965) was in 1991 medeoprichter van het Nederlandse navigatiebedrijf TomTom NV. In 1991 studeerde hij af aan de Universiteit van Amsterdam in Business and Computer Science. 
Na deze studie begon Pauwels het bedrijf Palmtop dat applicaties ontwikkelde voor PDA’s en Pocket PC’s. De eerste softwareproducten waren onder andere woordenboeken, spelletjes, een digitale bijbel en boekhoudprogramma’s en niet veel later ook routeplanners.

Uiteindelijk zou dit bedrijf uitgroeien tot het huidige TomTom NV. Hij heeft een belangrijke rol gespeeld bij de groei van het navigatiebedrijf en is op dit moment Chief Technical Officer bij TomTom NV.
In 2016 werd hij, tegelijkertijd met Pieter Geelen, Harold Goddijn en Corinne Vigreux, benoemd tot Officier in de Orde van Oranje-Nassau omdat zij zich als oprichters van TomTom NV bijzonder verdienstelijk hebben gemaakt voor de samenleving.